# Chlorophacinone
La chlorophacinone, ou chlorodiphacinone, chlorphacinone ou encore chlorphénacone, est un dérivé de l'indane-1,3-dione. C'est un anticoagulant qui fonctionne comme un antagoniste de la vitamine K et qui est utilisé comme rodenticide.

## Propriétés
La diphacinone agit en perturbant les facteurs de coagulation des rongeurs, ce qui produit des hémorragies internes mortelles. La diphacinone agit sur de nombreux mammifères. Plusieurs doses de poisons doivent être absorbées pour tuer un animal. Son antidote est la vitamine K1.